# کوین کلبی
کوین کلبی (انگلیسی: Kevin Kelbie؛ زادهٔ ۲۴ فوریهٔ ۱۹۸۵) بازیکن فوتبال اهل بریتانیا است.
از باشگاه‌هایی که در آن بازی کرده‌است می‌توان به باشگاه فوتبال گلنتوران و باشگاه فوتبال سلتیک اشاره کرد.